# Jezusgebed
Het Jezusgebed is een gebedsvorm uit het Oosters christendom. Het bestaat uit het voortdurend innerlijk of hardop bidden van de naam Jezus Christus. Het ontwikkelde zich bij de woestijnvaders in de vierde eeuw na Christus en heeft in de loop van de geschiedenis verschillende perioden van opleving gekend. Het bekendst is de stroming van de Russische startsi uit de achttiende tot het begin van de twintigste eeuw, in het Westen vooral onder de aandacht gebracht door het boek "De ware verhalen van een Russische pelgrim".
Het Jezusgebed: "Heer, Jezus Christus, Zoon van God, ontferm U over mij, zondaar" en "Heer, Jezus Christus, ontferm U over mij".
Grieks: Κύριε Ἰησοῦ Χριστέ, Υἱὲ τοῦ Θεοῦ, ἐλέησόν με τὸν ἁμαρτωλόν. Kyrie Iesou Christe, Yie tou Theou, eleison me ton hamartolon.
Meestal wordt het in stilte gebeden, maar in bijvoorbeeld Griekenland wordt het ook veel hardop gezongen. In Nederland wordt het in die vorm in ieder geval in Warfhuizen beoefend, maar ook in verschillende Griekse parochies, waaronder de Griekse parochie van de Heilige Nektarios in Eindhoven.

## In de kunst
Het Jezusgebed speelt een rol in het boek Franny en Zooey van J.D. Salinger. Het is ook een centraal thema in de Russische film Ostrov uit 2006.